# Чилеево (Брестская область)
Чиле́ево (бел. Чылеева) — деревня в Брестском районе Брестской области Белоруссии. Входит в состав Мотыкальского сельсовета.

## География
Деревня расположена примерно в 24 км к северо-западу от центра Бреста. В 8 км к востоку от деревни расположена станция Мотыкалы железнодорожной линии Брест — Высоко-Литовск.

## История
В XVIII веке известна как село Брестского повята Брестского воеводства ВКЛ. В 1740 году — владение пана Ласковского. После Третьего раздела Польши 1795 года — в составе Российской империи, с 1801 года — в Гродненской губернии. В XIX столетии входила в состав имения Раковцы, принадлежащего К. Толочке. В 1846 году в деревне и фольварке — 7 дворов. С 1870 года имение принадлежит госпоже Толочке. Деревня в то время находилась в составе Пацковского сельского общества. В 1905 году — деревня Мотыкальской волости Брестского уезда. В имении, находившемся около деревни, проживало 16 человек.
После Рижского мирного договора 1921 года — в составе гмины Мотыкалы Брестского повята Полесского воеводства Польши, 16 дворов.
С 1939 года — в составе БССР.